# La Pasión de Elche
La Pasión de Elche es una tradición que se celebra durante la Semana Santa en Elche, España.

## Historia
La pasión de Elche surgió del grupo de teatro Jerusalem en 1984 , el grupo está compuesto por unas cien personas de entre los dos meses y los 70 años.Acumulan más de 470 representaciones, que aunque originalmente se llevaban a cabo en Elche ahora se representan en 160 poblaciones distintas,   actuaciones que han sido contempladas por unas 210.000 personas. 

## Costumbres
La Pasión consiste en la representación teatral de los pasajes bíblicos más emblemático, mediante el uso de diálogos y una puesta en escena sencilla con música y efectos de iluminación envolventes. La obra originalmente se lleva a cabo en las calles del centro histórico de Elche, pero con el paso de los años se han añadido más actuaciones que se llevan a cabo en el Gran Teatro. 

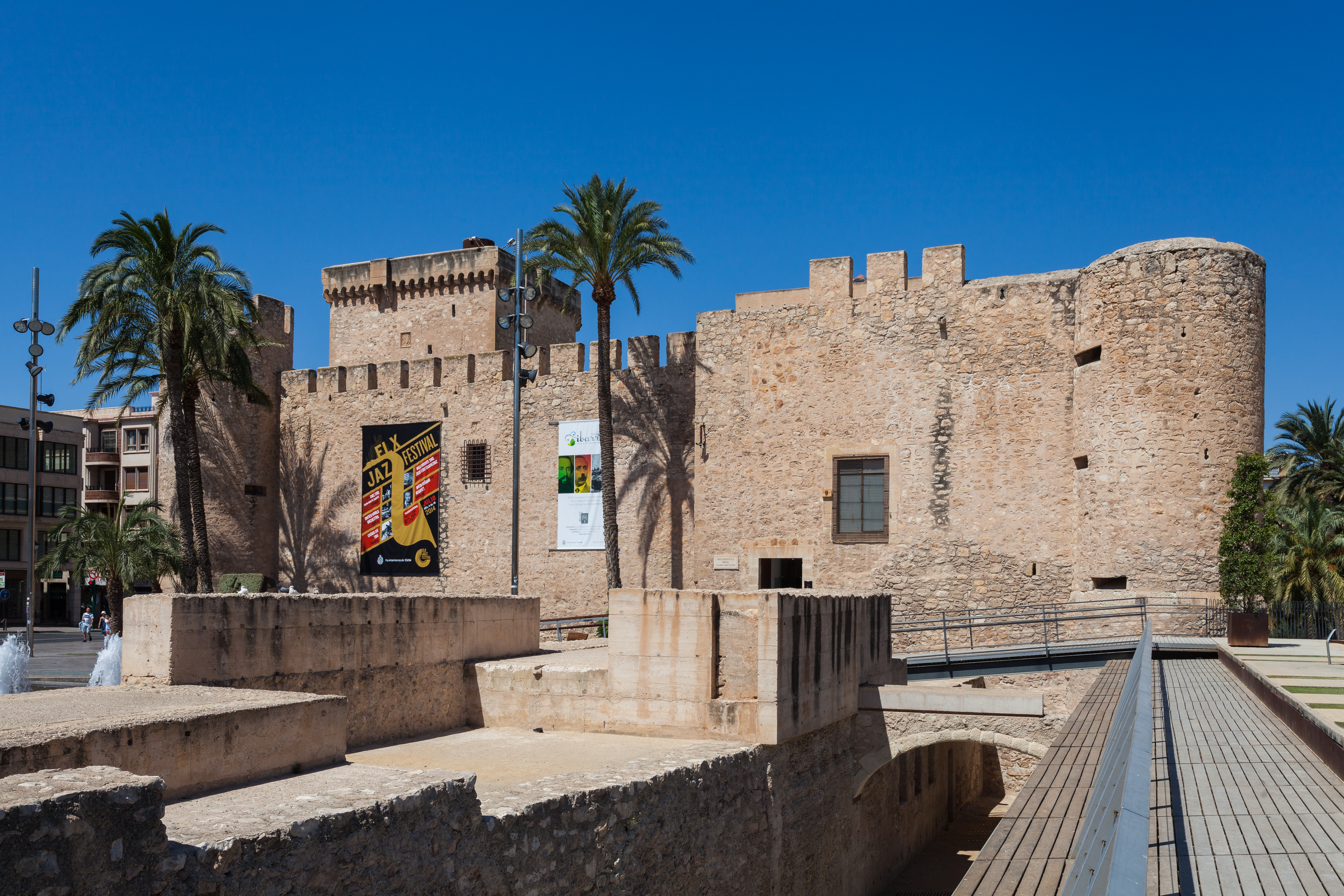
Palacio de Altamira, Elche, España.

La representación original comienza en la bajada al Molí Real, continúa hasta el Hort de Baix donde tiene lugar las escenas del lavatorio de pies, la Última Cena, la Oración del Huerto y el Prendimiento de Jesús, prosiguen en el Hort de Xocolater donde tiene lugar el Juicio de Caifás y el encuentro con Pedro, después en el Traspalacio tendrán lugar las negociaciones de Pedro, el encuentro con Pilato y el arrepentimiento de Judas, finalmente se lleva a cabo el calvario en la puerta principal del Palacio de Altamira, pasando por Major de la Vila, calle Uberna y plaza de Traspalacio donde tiene lugar la crucifixión. 

## Reconocimientos
El 25 de marzo de 2015, el conseller de Economía, Industria, Turismo y Empleo, le otorgó la declaración de fiesta de interés turístico provincial de la Comunidad Valenciana. 